# Sorbo San Basile

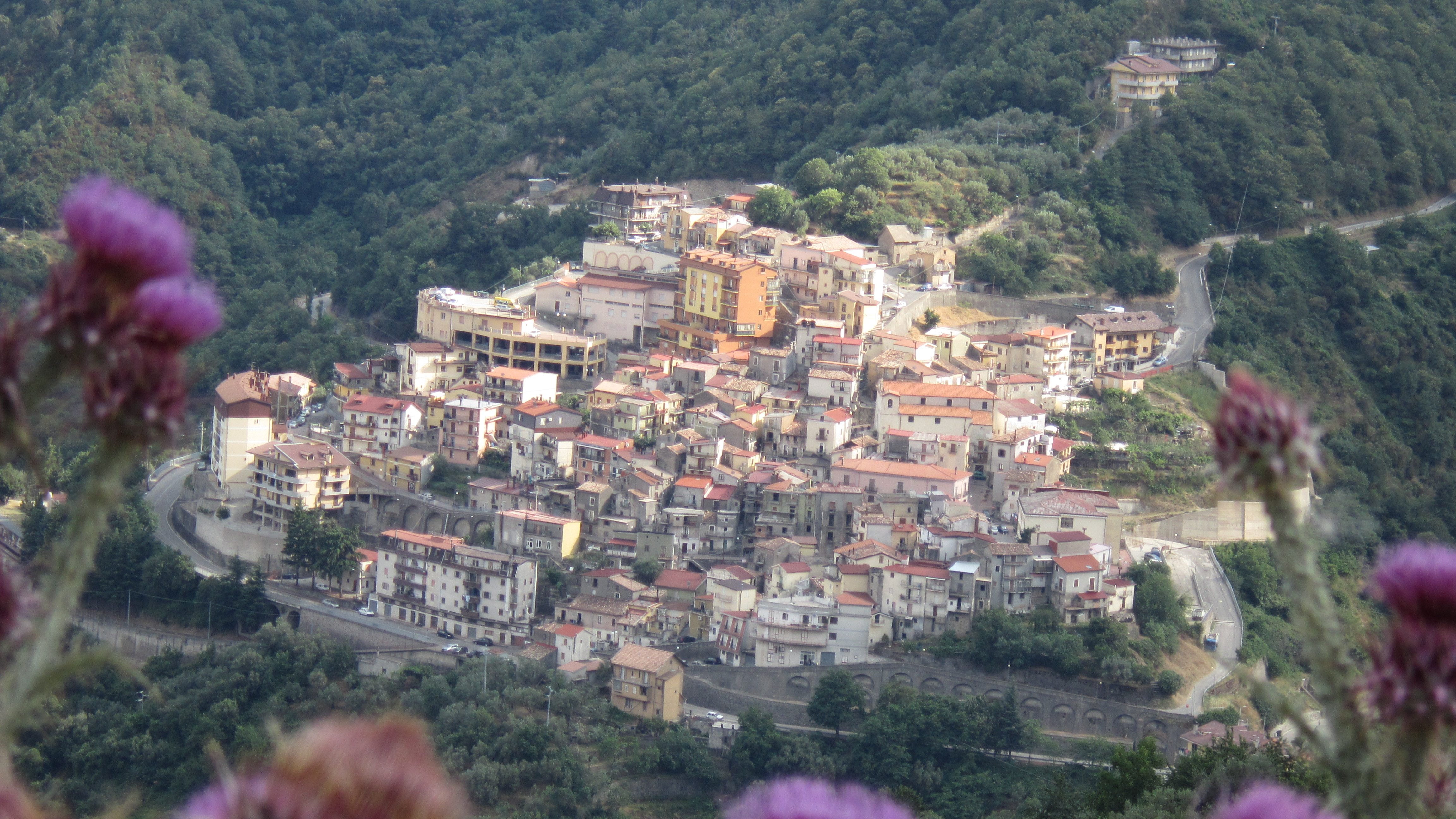
Panorama

Sorbo San Basile, kurz Sorbo, ist eine süditalienische Gemeinde in der Provinz Catanzaro mit 735 Einwohnern (Stand 31. Dezember 2023). Sie liegt auf etwa 605 Metern über NN in der Region Kalabrien. Catanzaro, das Verwaltungszentrum der Provinz liegt etwa 12 Kilometer südlich, die Mittelmeerküste etwa 21 Kilometer südöstlich von Sorbo.